# Franz Knippenberg
Franz Knippenberg (* 26. Juni 1908 in Düsseldorf; † 23. April 1993 in Berlin) war ein Widerstandskämpfer gegen den Nationalsozialismus (Rote Kapelle).

## Leben
Der  Heizungsingenieur Knippenberg gehörte zu einer Gruppe um John Sieg, Herbert Grasse und Otto Grabowski. Sie leiteten eine Gruppe, die sich im Wesentlichen auf Neuköllner Kommunisten und Sympathisanten stützte:
Willi Gurklies, Franz Knippenberg, Lotte Schleif, Ludwig Marmulla, Erwin Pannewitz und die Ehepaare Ida und Kurt Heims, Lenchen und
Gerhard Klappach, Martha und Will Seeger sowie Berta und Ernst Wüste.